# Daniel Percell
Daniel "Danny" Percell is een personage uit de Amerikaanse dramaserie Tour of Duty. Percell is een Private First Class in het tweede peloton van de Bravocompagnie aan het begin van de serie, en gepromoveerd naar Specialist 4 aan het einde van de serie.

## Biografie
Percell werd geboren rond 1948 in Billings in de Amerikaanse staat Montana. Als zeer nationalistisch denkende tiener, en mede doordat zijn vader Jack Percell in Korea diende, meldde hij zich op de highschool aan voor JROTC. Nadat hij zijn diploma had behaald en ging studeren aan de universiteit meldde hij zich aan voor de ROTC in Montana. Toen hij vervolgens het ROTC met succes had afgerond meldde hij zich vrijwillig aan voor uitzending naar Vietnam. Tijdens zijn dienst in Vietnam kan hij moeilijk omgaan met wat er allemaal gebeurt. Hierdoor verandert hij, mede door een drugsverslaving, van een doodgewone jongen in een pathologische leugenaar. Hij wordt tot twee keer toe bijna oneervol ontslagen uit militaire dienst, echter, Sgt. Anderson neemt hem beide keren in bescherming en onder zijn hoede. Na de oorlog werkt hij bij een bouwbedrijf in Montana, maar kan niet meer wennen aan het 'gewone' leven en verlangt terug naar de Vietnamoorlog.

## Militaire carrière
Eerste tour:

Firebase Ladybird, I Corps (van september 1967 tot januari 1968)
Private First Class (PFC) van 2nd Platoon, B ("Bravo") Company, 3/44th Infantry Regiment, 196th Light Infantry Brigade, Americal Division.
Tan Son Nhut, III Corps (eind januari 1968 tot april 1968)
Private First Class (PFC) van 2nd Platoon, B ("Bravo") Company, 3/44th Infantry Regiment, 196th Light Infantry Brigade, Americal Division.

Tweede tour:

Camp Barnett, III Corps (van mei 1968 tot ?)

Team lid van "Team Viking". Als onderdeel van MACV-SOG.

## Onderscheidingen

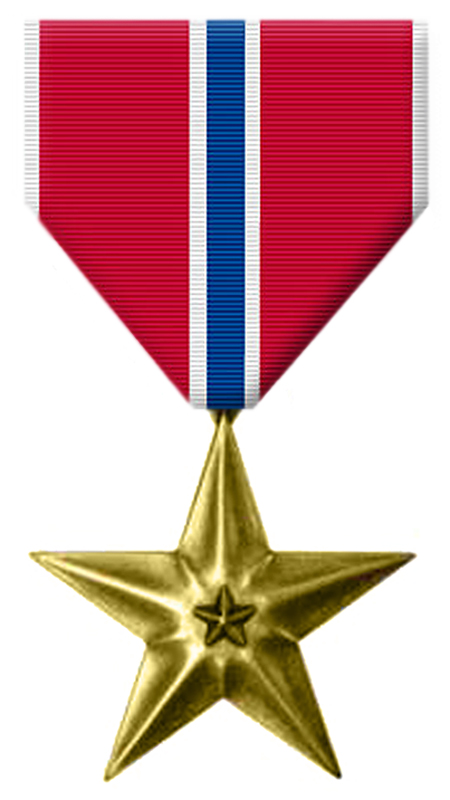
Bronze Star - Drie keer toegekend
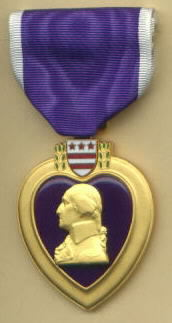
Purple Heart - Een exemplaar toegekend
National Defence Service Medal - Een exemplaar getekend
Vietnam Campaign Medal - Een exemplaar toegekend
Vietnam Service Medal - Een exemplaar toegekend
Combat Infantry Badge - Een exemplaar toegekend